# گرو کوینلاگ
گرو کوینلاگ (انگلیسی: Gro Kvinlog؛ زادهٔ ۸ ژوئن ۱۹۷۶) ورزشکار اسکی آلپاین اهل نروژ است.

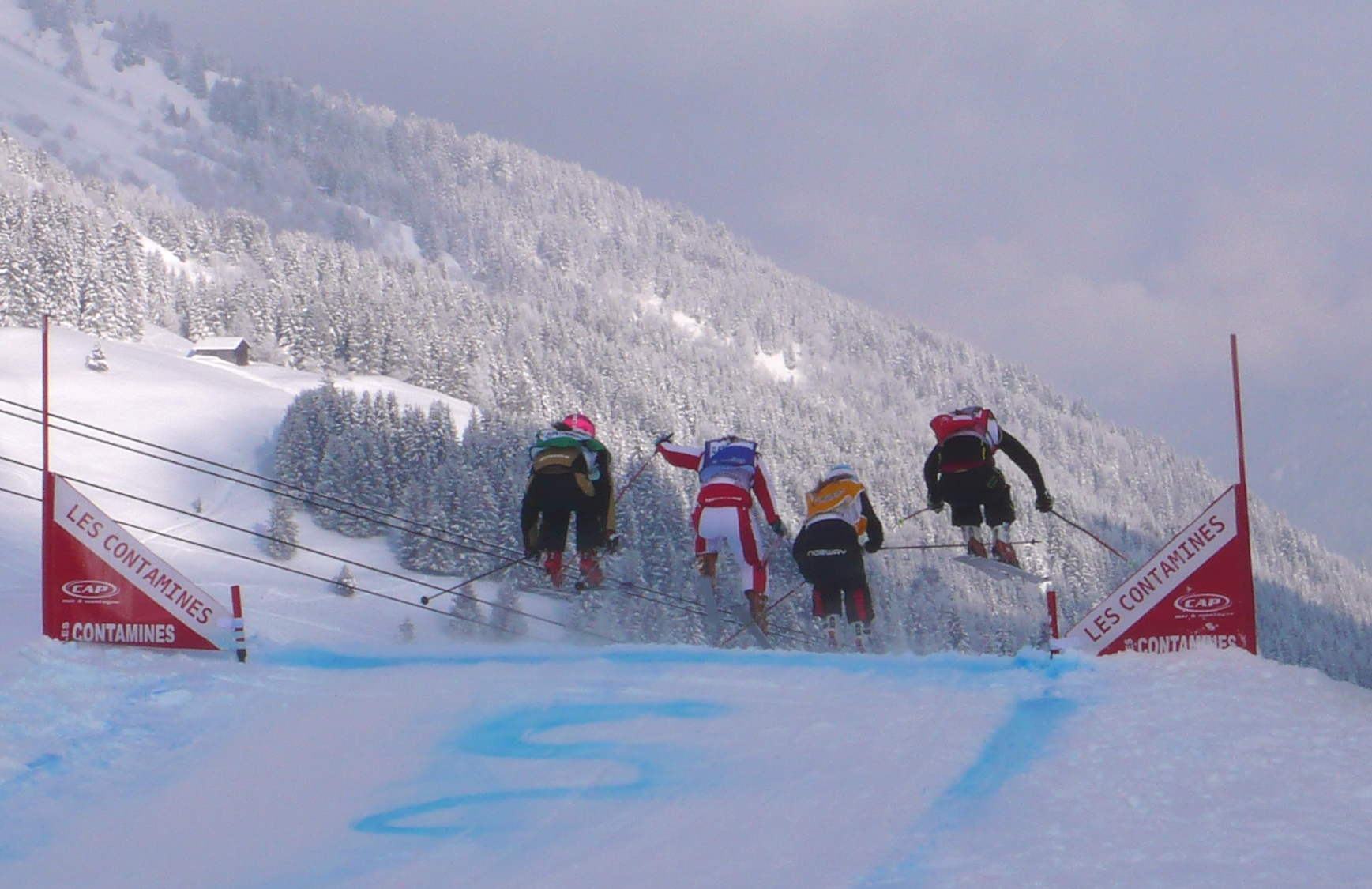